# Chris Lauzen
Christopher J. Lauzen (n. 30 decembrie 1952, Aurora, Illinois) este un senator american, membru al senatului statului Illinois din anul 1992, din partea Partidului Republican.

## Originea
Senatorul Lauzen este descendentul unei familii originare din Istrău, comitatul Sătmar, emigrate în Statele Unite înainte de 1918.

## Varia
Chris Lauzen este un membru proeminent al comunității românești din Statele Unite ale Americii și al Bisericii Române Unite cu Roma (Greco-Catolică) din SUA.